# Ivan Capelli

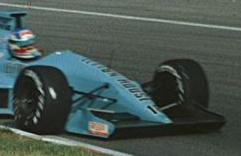
Capelli portant un March al GP del Canadà'88.

Ivan Capelli   (Milà, 24 de maig de 1963) va ser un pilot de curses automobilístiques italià que va arribar a disputar curses de Fórmula 1. Va ser campió de Fórmula 3 Europea en 1984 i de Fórmula 3000 Internacional dos anys més tard.

## A la F1
Ivan Capelli va debutar a la catorzena cursa de la temporada 1985 (la 36a temporada de la història) del campionat del món de la Fórmula 1, disputant el 6 d'octubre del 1985 el G.P. d'Europa al circuit de Brands Hatch.
Va participar en un total de noranta-vuit curses puntuables pel campionat de la F1, disputades en nou temporades consecutives (1985 - 1993), aconseguint en dues ocasions una segona posició com millor classificació en una cursa i assolí trenta-un punts pel campionat del món de pilots.
Va córrer a Fórmula 1 per a March/Leyton House i Ferrari, entre altres equips. Va participar en 98 Grans Premis i va aconseguir tres podis. Es va retirar de la competició el 1996 i va fer de comentarista de Fórmula 1 a la televisió italiana.

## Resultats a la Fórmula 1
| Any  | Equip                          | Xassís       | Motor          | 1       | 2       | 3       | 4       | 5       | 6       | 7       | 8       | 9       | 10      | 11      | 12      | 13      | 14      | 15      | 16      | Posició | Punts |
| ---- | ------------------------------ | ------------ | -------------- | ------- | ------- | ------- | ------- | ------- | ------- | ------- | ------- | ------- | ------- | ------- | ------- | ------- | ------- | ------- | ------- | ------- | ----- |
| 1985 | Tyrrell Racing Organisation    | Tyrrell      | Renault        | BRA     | POR     | SMR     | MON     | CAN     | E.USA   | FRA     | GBR     | ALE     | AUT     | HOL     | ITA     | BEL     | EUR Ret | RSA     | AUS 4   | 17è     | 3     |
| 1986 | Jolly Club SpA                 | AGS          | Motori Moderni | BRA     | ESP     | SMR     | MON     | BEL     | CAN     | DET     | FRA     | GBR     | ALE     | HUN     | AUT     | ITA Ret | POR Ret | MEX     | AUS     | NC      | 0     |
| 1987 | Leyton House March Racing Team | March        | Ford           | BRA NVS | SMR Ret | BEL Ret | MON 6   | DET Ret | FRA Ret | GBR Ret | ALE Ret | HUN 10  | AUT 11  | ITA 13  | POR 9   | ESP 12  | MEX Ret | JPN Ret | AUS Ret | 19è     | 1     |
| 1988 | Leyton House March Racing Team | March        | Judd           | BRA Ret | SMR Ret | MON 10  | MEX 16  | CAN 5   | DET NVS | FRA 9   | GBR Ret | ALE 5   | HUN Ret | BEL 3   | ITA 5   | POR 2   | ESP Ret | JPN Ret | AUS 6   | 7è      | 17    |
| 1989 | Leyton House Racing            | March        | Judd           | BRA Ret | SMR Ret |         |         |         |         |         |         |         |         |         |         |         |         |         |         | NC      | 0     |
| 1989 | Leyton House Racing            | March        | Judd           |         |         | MON 11  | MEX Ret | USA Ret | CAN Ret | FRA Ret | GBR Ret | ALE Ret | HUN Ret | BEL 12  | ITA Ret | POR Ret | ESP Ret | JPN Ret | AUS Ret | NC      | 0     |
| 1990 | Leyton House                   | Leyton House | Judd           | USA Ret | BRA NVQ | SMR Ret | MON Ret | CAN 10  | MEX NVQ | FRA 2   | GBR Ret | ALE 7   | HUN Ret | BEL 7   | ITA Ret | POR Ret | ESP Ret | JPN Ret | AUS Ret | 10è     | 6     |
| 1991 | Leyton House                   | Leyton House | Ilmor          | USA Ret | BRA Ret | SMR Ret | MON Ret | CAN Ret | MEX Ret | FRA Ret | GBR Ret | ALE Ret | HUN 6   | BEL Ret | ITA 8   | POR 17  | ESP Ret | JPN     | AUS     | 18è     | 1     |
| 1992 | Ferrari                        | Ferrari      | Ferrari        | SUD Ret | MEX Ret | BRA 5   | ESP 10  | SMR Ret | MON Ret | CAN Ret | FRA Ret | GBR 9   | ALE Ret | HUN 6   | BEL Ret | ITA Ret | POR Ret | JPN     | AUS     | 13è     | 3     |
| 1993 | Sasol Jordan                   | Jordan       | Hart           | SUD Ret | BRA NVQ | EUR     | SMR     | ESP     | MON     | CAN     | FRA     | GBR     | ALE     | HUN     | BEL     | ITA     | POR     | JPN     | AUS     | NC      | 0     |

### Resum
| Curses: | Victòries: | Pòdiums: | Poles: | Voltes ràpides: | Punts: |
| ------- | ---------- | -------- | ------ | --------------- | ------ |
| 96 (93) | 0          | 3        | 0      | 0               | 31     |